# Limanowa
Limanowa là một thị trấn thuộc huyện Limanowski, tỉnh Małopolskie ở nam Ba Lan. Thị trấn có diện tích 19 km². Đến ngày 1 tháng 1 năm 2011, dân số của thị trấn là 14918 người và mật độ 798 người/km².